# Camp scout de l'île de Brownsea

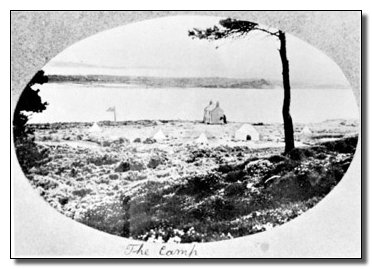
Emplacement du premier camp.

Le camp scout de l’île de Brownsea est le premier camp scout. Organisé par Baden Powell sur Brownsea Island (sud de l’Angleterre), il avait pour but d’appliquer ses idées pour l’éducation de jeunes garçons avant la publication l’année suivante de Scouting for Boys. 
Il réunit vingt jeunes issus de milieux sociaux variés du 1er au 8 août 1907. Il est considéré comme l’évènement fondateur du scoutisme.
Les camps scouts continuèrent sur l’île jusqu’au début des années 1930. En 1963, quand l’île est devenue une réserve naturelle, un camp y a été installé par Olave Baden-Powell comme lieu de mémoire. En 1973 un Jamboree a eu lieu sur l’île, réunissant 600 scouts.
C’est également là qu’ont débuté les cérémonies de célébration du centenaire du scoutisme le premier août 2007, 100 ans après le début du camp originel.